# Bertani Editore
Bertani Editore, conosciuta anche come Giorgio Bertani Editore, è stata una casa editrice fondata a Verona da Giorgio Bertani (1936-2019) nel 1969 e chiusa definitivamente nel 2001.

## Storia

### Gli anni settanta
Nacque all'inizio degli anni settanta, come casa editrice dedicata soprattutto alle tematiche di politica economia e sociologia, con attenzione - in parallelo con quanto stampava, all'epoca, la Feltrinelli del cui proprietario, Giangiacomo, l'editore era amico - all'analisi storica della nascita del mondo occidentale (Paul Nizan, Cronaca di Settembre, il patto di Monaco, 1974 sulla Conferenza e accordo di Monaco), all'imperialismo (Luciana Castellina, Che c'è in Amerika?, 1973) al funzionamento dei  sistemi capitalistici, al rapporto fra capitale e stato (AA.VV., Il capitale e lo stato. Crisi della gestione della crisi, 1979) occupandosi anche di ecologia (Aa.Vv, La guerra chimica. Imperialismo ed ecologia, 1972) , del potere politico e delle sue declinazioni operative, deviazioni, colpi di stato (Paola Elia, Autogolpe, 1973).
In un'ottica interdisciplinare, in cui i vari temi erano interconnessi, si occupò anche di consumismo e media (Centro Studi Federlibro, Monopolio e classe operaia, 1974) e fenomeni culturali-mediatici (Aa.Vv., Dylan s.p.a., 1978), per scendere poi alle tematiche dell'ingiustizia sociale, dell'alienazione in fabbrica (Franco Donaggio, In fabbrica ogni giorno tutti i giorni, 1977)  e dell'usura delle classi inferiori, quindi dei movimenti sociali, fino al fenomeno terroristico (G. Martignoni - S. Morandini, Il diritto all'odio, 1977, A. Benini - M.Torrealta, Simulazione e falsificazione, 1981) e alla lotta di classe (Jean Fallot, Scienza della lotta di classe, 1974; Aldo Forbice, Il sindacato dei consigli, 1974). Non mancarono opere nelle quali la figura del guerrigliero o del rapinatore veniva centralizzata (il film del 1999 Ormai è fatta!, era ispirato alla omonima cronaca, pubblicata da Bertani nel 1976, che tratteggiava, ad esempio, la figura di Horst Fantazzini).
Tali visioni venivano applicate - sia in un'ottica di studio sia di proposte alternative - anche ad analisi critiche di settori tecnici e scientifici, come la medicina, la filosofia (Gilles Deleuze, Nietzsche con antologia di testi, 1970) e la psicanalisi (Aa.Vv., Per Freud, saggi sul pensiero freudiano, 1972), giungendo fino ad ipotesi di anarchia, e proposte alternative.
In tale universo, rivolto sia ad una visione globale sia ad analisi di contesti prettamente nazionali, oltre alla pubblicazione di inediti, vennero ripubblicati testi già editi in altri paesi, e tradotti in italiano - soprattutto come analisi globali del sistema imperialista da una parte, ed esempi di come nei paesi non occidentati si gestissero i consumi e le "rivoluzioni" dall'altra - anche opere straniere, dedicate alla politica-economia dei paesi dell'est (quali: Cina, contraddizione e rivoluzione del 1974, di Saverio Caruso), di quelli occidentali, fino a opuscoli di guerriglia (Aa.Vv, Chile, socialismo, lotta di classe e golpismo, 1974; Maria Esther Gilio, Guerriglia Tupamara, 1972).
In ambito letterario, la Bertani pubblicò fin dall'inizio le opere di Dario Fo (Pum, pum! Chi è? La polizia, del 1972, Il caso Marini, del 1974 ed Il Fanfani Rapito, del 1975) e testi di analisi sullo stesso Dario Fo (Lanfranco Binni, Attento te..! Il teatro politico di Dario Fo, del 1975);  non mancarono saggi di letteratura, sia pubblicazioni straniere tradotte, sempre però in un'ottica politica (Rosa Luxemburg, Scritti sull'arte e la letteratura, 1976) che altre opere (Lauro D' Alberto, Cà dei cuori, 1970), racconti (Luciano Della Mea, Il Fossile Ignoto, 1974)  e romanzi (Andrea D'Anna, Libro di Avventure; Tiziano Merlin, La Piassa, 1984), nonché teatro (Giorgio Strehler, Il re Lear di Shakespeare, 1973).

### Dagli anni ottanta alla chiusura
Fra la fine degli anni settanta e l'inizio degli anni ottanta, vennero affrontate anche nuove tematiche, come quella della riforma della psichiatria (Sergio Santiano, B come architettura Z come salute, 1980; Ugo Amati, Lo spazio della follia, 1975) e all'emersione di nuove conoscenze relative al terrorismo ed ai suoi legami con la criminalità, il sistema economico e politico  (Filippo Di Forti, Per una psicoanalisi della mafia, 1982).
Se una crisi vi era già stata dalla metà degli anni settanta, negli anni ottanta, con il definitivo calare dell'interesse verso le tematiche trattate dalla Bertani, e soprattutto della visione dicotomica  - oramai considerata superata dalla stessa realtà sociale - con cui venivano affrontate, l'editore - al di là di alcuni tentativi di risvegliare l'interesse con saggi-romanzi fantapolitici (Anonimo, L'Intuizione, 1982) e di studiare nuovi fenomeni sociali (Aa.Vv, Disagio giovanile fra illusione e realtà, a cura di Enrico Magni, 1988) riprendendo in mano la parte editorialmente commerciabile del fenomeno criminale e delle deviazioni (Mafia e spie: l'amoroso rapporto tra onorata società e servizi segreti, Giuseppe Ferrara, 1990) , trovandosi di fronte ad una situazione di stallo, fondamentalmente lasciò immutata  la propria linea, senza diversificare le proprie aree di interesse,  optando per un diradamento dell'attività di pubblicazione di nuovi testi, fino ad arrivare alla cessazione. La stessa casa editrice andò incontro a diversi mutamenti, anche di sede e - se l'ultimo libro ad essere pubblicato (Darwin Galileo e il gatto di Downing street: un diario stravagante: riflessioni in libertà, di Luciano Bonomi) uscì nel 2001, la verità è che - già negli anni novanta - le pubblicazioni di rilievo erano state veramente poche.
Nell'ottobre del 2020 è uscito per Milieu Edizioni "Giorgio Bertani editore ribelle", libro con docufilm, curato da Marc Tibaldi, con contributi dello scrittore Antonio Moresco e del fisico Carlo Rovelli. Contiene fra l'altro: un'ampia biografia dell'editore e della Casa editrice; il catalogo completo dei libri della Bertani Editore; la ricostruzione dettagliata del rapimento del vice-console spagnolo nel 1962; un repertorio iconografico; il docufilm "Verona city lights", con interviste a Bertani, Moresco, Rovelli, Walter Peruzzi e altri attivisti e intellettuali.

## Collane principali
- Il Lavoro Critico, a cura di Franco Rella
- La Comune
- Controinformazione
- Romanzo-Testimonianze
- Libreria Bertani
- Stampa Alternativa
- Manifesti della lotta di classe
- Evidenze